# Kvinnan Eva
Kvinnan Eva (engelska: The Lady Eve) är en amerikansk screwballkomedi från 1941 i regi av Preston Sturges. I huvudrollerna ses Barbara Stanwyck och Henry Fonda. Filmen finns sedan 1994 i USA:s National Film Registry.

## Handling
Jean Harrington lever gott på lura rika män. Den här gången har hon och hennes far Harry bestämt sig för att skinna den blyge och tillbakadragne, men rike ormexperten Charles Pike ombord på en oceanångare. Jean lyckas få hans uppmärksamhet. Men Jean faller för Charles på riktigt och när han får reda på sanningen om henne och hennes far är det slut.
Jean blir ursinnig över detta och skapar karaktären "Lady Eve Sidwich" för att åter snärja Charles och ta ut hämnd. Charles slås av likheten mellan de båda kvinnorna men kan inte tro att de är samma personer.

## Rollista i urval
- Barbara Stanwyck - Jean Harrington / Lady Eve Sidwich
- Henry Fonda - Charles Pike
- Charles Coburn - Harry "Colonel" Harrington
- Eugene Pallette - Mr. Pike
- William Demarest - Muggsy
- Eric Blore - Sir Alfred McGlennan Keith
- Melville Cooper - Gerald
- Janet Beecher - Mrs. Pike
- Robert Greig - Burrows, butler
- Dora Clement - Gertrude